# دابیگاتران
دابیگاتران که در بین عموم تحت نام تجاری Pradaxa فروخته می‌شود، یک ضد انعقاد کننده است که برای درمان و جلوگیری از لخته شدن خون و از سکته مغزی جلوگیری می‌کند و در افراد مبتلا به فیبریلاسیون دهلیزی به کار می‌رود. به‌طور خاص از آن برای جلوگیری از لخته شدن خون در تعویض مفصل ران یا زانو و در افرادی که سابقه لخته شدن قبلی دارند استفاده می‌شود. این ماده به عنوان جایگزینی برای وارفارین استفاده می‌شود و نیازی به نظارت توسط آزمایش خون نیست؛ و از طریق دهان مصرف می‌شود.
عوارض جانبی رایج آن شامل خونریزی و گاستریت است. سایر عوارض جانبی ممکن است شامل خونریزی اطراف ستون فقرات و واکنشهای آلرژیک مانند آنافیلاکسی باشد. در موارد خونریزی شدید، می‌توان آن را با پادزهر، idarucizumab خنثی کرد. استفاده در دوران بارداری یا شیردهی توصیه نمی‌شود. در مقایسه با وارفارین، اثر متقابل آن با سایر داروها کمتر است. این ماده یک مهار کننده مستقیم ترومبین است.
دابیگاتران در سال ۲۰۱۰ برای استفاده پزشکی در ایالات متحده ثبت شد. این دارو در فهرست داروهای ضروری سازمان بهداشت جهانی قرار دارد که ایمن‌ترین و موثرترین داروهای مورد نیاز در یک سیستم بهداشتی است. تأمین یک‌ماهه دارو در بریتانیا تا سال 2019 £۵۱ برای سرویس سلامت همگانی هزینه دارد. در ایالات متحده هزینه عمده فروشی این مقدار حدود ۴۱۶ دلار آمریکا است. در سال ۲۰۱۷، این دارو ۳۰۲مین داروی رایج در ایالات متحده بود که بیش از یک میلیون نسخه از آن وجود داشت.

## مکانیسم اثر
دابیگاتران و آسیل گلوکورونیدهای آن مهارکننده رقابتی و مستقیم ترومبین هستند. به علت اینکه ترومبین قادر به تبدیل فیبرینوژن به فیبرین در طی انعقاد است این دارو از ایجاد ترومبوز جلوگیری کرده و ترومبین آزاد، ترومبینهای متصل به لخته و تجمع پلاکتی ناشی از ترومبین را مهار می‌کند.

## تداخلات
استفاده همزمان با القاء کننده‌های P-gp (مثل ریفامپین) باعث کاهش اثر پراداکسا می‌شود و باید از مصرف همزمان آنها اجتناب شود. مهار کننده‌های P-gp مثل کتوکونازول، وراپامیل، آمیودارون و کلاریترومایسین نیاز به تنظیم دوز ندارند و اثری روی غلظت دابیگاتران ندارند.